# Despertar de Primavera (obra de teatro)
Despertar de Primavera (Alemán:Frühlings Erwachen) es una Tragedia del dramaturgo Frank Wedekind y su primera obra de teatro importante, además de una obra fundamental en la historia del teatro moderno.

## Personajes
Wendla Bergmann:
Melchior Gabor:
Moritz Stiefel:
Ilse:
Hanschen (Hänschen) y Ernst:
Otto, Georg, Lämmermeier y Robert:
Thea y Martha:
Fanny Gabor:
Herr Gabor:
Sonnenstich:
Knuppeldick, Zungenschlag, Fliegentod, Hungergurt:
Pastor Kahlbauch:
The Masked Man: